# Alticornis dracula
Alticornis dracula är en stekelart som beskrevs av Boucek 1993. Alticornis dracula ingår i släktet Alticornis och familjen puppglanssteklar. Inga underarter finns listade i Catalogue of Life.